# 동양 파라곤
동양 파라곤(Paragon)은 동양건설산업이 2000년 초반 런칭한 아파트 브랜드이다.

## ‘파라곤’의 의미
‘파라곤(Paragon)’은 100캐럿 이상의 완전한 금강석을 의미하는 말로 ‘최정상의 주거명작’을 짓겠다는 동양건설산업의 의지를 담고 있다. 한 치의 오차도 허용하지 않는 주거명작을 추구한다.

브랜드 런칭 후 동양건설산업은 2001년 10월 ‘논현 파라곤’을 시작으로 분당정자 파라곤, 목동 파라곤, 청담 파라곤, 동탄 파라곤, 세종 파라곤, 하남미사역 파라곤 등을 연이어 히트시키며 강남과 수도권을 대표하는 고급 아파트 브랜드로서의 입지를 굳혔다. 브랜드명을 보석에서 따와서 그런지 특유의 고급스러운 이미지로 일명 ‘강남 명품’이라는 별칭을 얻기도 했다.  

## 브랜드 특징
동양건설산업의 ‘세종 파라곤’은 2019년 업계 최고 권위의 ‘살기좋은 아파트 선발대회’에서 종합 대상에 해당하는 ‘대통령상’을 수상했다. 단독주택의 쾌적성과 아파트의 편의성을 접목한 새로운 복합주거단지 개념을 적용한 것이 높은 점수를 받았다. 다양한 주거 유형을 적절히 계획하고, 건설부지의 지형을 적극 활용하면서 친환경적으로 설계했다는 점이 인상적이다. 고급스러운 외관과 완성도 높은 설계로 도심과 조화를 이루며 세종시의 다른 아파트와는 확실하게 차별화되었다는 평가다.  

그전부터 파라곤은 특히 외관이 아름답기로 유명했다. 유럽 어딘가에 있을 법한 성을 연상시킬 만큼 웅장하고, 화려하다. 웅장한 분위기와 함께 자연과 자연스럽게 어우러져 늘 호평을 받고 있다.  

내부 특화 설계도 차별화되는 지점이 있다. 같은 전용면적에서 거실 폭을 기존보다 10% 이상 넓힌 거실, 호텔식 분리형 욕실, 선반형 실외기, 호텔식 로비 등은 파라곤이 자랑하는 특장점이다. 

외관부터 내부 특화 설계까지 브랜드 파워를 인정받은 파라곤은 서울 강남에 이어 신도시에서 완판 행진을 이어갔다. 세종시에서는 998가구 규모 ‘세종 파라곤’이 평균 청약 경쟁률 15 대 1, 최고 경쟁률 735 대 1을 기록했고, 경기 평택 고덕국제신도시에서 752가구를 분양한 ‘고덕 파라곤’은 평균 경쟁률 49.38 대 1을 나타냈다. ‘동탄역 파라곤’은 평균 19.7 대 1, 최고 59 대 1의 경쟁률로 완판을 이루어냈다. 

기록적인 청약경쟁률은 ‘미사역 파라곤’에서 나왔다. 2018년 5월 하남 미사지구에서 분양했던 ‘미사역 파라곤’은 809가구 분양에 무려 8만4천875명이 신청해 평균 104.9대 1의 경쟁률을 기록했다. 이는 우리나라 역대 두 번째로 많은 청약자가 신청한 기록이며 중대형 아파트 중에서는 역대 최고 청약률이었다. 또한 1순위 청약에 신청자가 몰리면서 청약 사이트 '아파트투유'가 생긴 이래 처음으로 청약 폭주로 인한 접속이 마비되어 서버가 다운되는 사태가 벌어져 인터넷 청약 마감을 2시간 연장하기도 했다.  

## 브랜드 영역 확장
동양건설산업은 부산과 경기 평택 고덕국제신도시, 인천 검단신도시로 영역을 넓히며 브랜드의 전국화를 시도하며 적극적인 행보를 보이고 있다. 

2019년에만 각각, 부산오션 파라곤(662가구, 일반분양 227세대)과 고덕 파라곤(654세대), 검단 파라곤(887가구)를 내놓았다. 서울에 이어 제2의 도시인 부산에 ‘부산오션 파라곤’을 처음 선보이며 브랜드 파워를 확대하고 있다.

## 파라곤 수상실적
2001년 런칭 이래, 수많은 주거문화대상 및 매체에서 수상 실적을 보유하고 있다. 
2019.06. 제23회 매경 ‘살기좋은 아파트’ 대통령상 수상 / 세종 파라곤
2018,03. 한경 ‘대한민국 명품브랜드’ 대상 / 동탄역 파라곤
2018.07. 매경 ‘살기좋은 아파트’ 미래선도설계디자인 부문 최우수상 / 미사역 파라곤
2017.07. 매경 ‘살기좋은 아파트’ 미래선도주택부문 우수상 / 세종 파라곤
2016.12. 2016 ‘소비자선정 올해의 톱 브랜드 대상’(조선일보)
2011.12. ‘경기도 건축문화상’ 주거부문 수상 / 호평 파라곤, 김포오스타 파라곤
2010.12. ‘강남 아름다운 건축물’ BEST5 수상

(이하 생략...)

## 같이 보기
- 아파트
- 동양건설산업